# Kannus
Kannus är en stad i landskapet Mellersta Österbotten i Finland, omkring 35 kilometer öster om Karleby. Kannus har 5 390 invånare (2021) och har en yta på 470,65 km², varav 2,42 km² är vatten.
Grannkommuner är Kalajoki, Karleby, Sievi och Toholampi.
Kannus är enspråkigt finskt.

## Administrativ historik
Kannus blev stad 1986. 1 januari 2004 överfördes ett område med 4 invånare till Toholampi kommun.

## Politik

### Mandatfördelning i Kannus stad, valen 1976–2021
|  | 4 |  | 17 | 4 |

|  | 5 |  | 16 | 4 |

|  | 5 | 2 | 15 | 4 |

|  | 4 | 2 | 17 | 3 |

|  | 4 | 2 | 16 |  | 3 |

| 3 |  | 2 | 18 |  | 2 |

| 5 | 14 | 3 | 5 |

| 5 |  | 15 | 2 | 4 |

| 21 | 6 |

| 4 | 2 | 15 |  | 5 |

| 19 | 8 |

| 3 | 4 | 16 | 4 |

| 18 | 9 |

| 3 | 3 | 19 |  |  |

| 19 | 8 |

| 3 |  | 5 | 13 |  | 4 |

| 19 | 8 |

## Demografi

### Befolkningsutveckling
| Befolkningsutvecklingen i Kannus stad 1975–2020                                                              | Befolkningsutvecklingen i Kannus stad 1975–2020 | Befolkningsutvecklingen i Kannus stad 1975–2020 | Befolkningsutvecklingen i Kannus stad 1975–2020 | Befolkningsutvecklingen i Kannus stad 1975–2020 |
| --- | ----------------------------------------------- | ----------------------------------------------- | ----------------------------------------------- | ----------------------------------------------- |
| |                                                 |                                                 |                                                 |                                                 |
| År |                                                 |                                                 | Folkmängd                                       |                                                 |
| 1975 | 1975                                            |                                                 | 5 005                                           |                                                 |
| 1980 | 1980                                            |                                                 | 5 348                                           |                                                 |
| 1985 | 1985                                            |                                                 | 5 914                                           |                                                 |
| 1990 | 1990                                            |                                                 | 6 126                                           |                                                 |
| 1995 | 1995                                            |                                                 | 6 308                                           |                                                 |
| 2000 | 2000                                            |                                                 | 6 106                                           |                                                 |
| 2005 | 2005                                            |                                                 | 5 937                                           |                                                 |
| 2010 | 2010                                            |                                                 | 5 737                                           |                                                 |
| 2015 | 2015                                            |                                                 | 5 590                                           |                                                 |
| 2020 | 2020                                            |                                                 | 5 426                                           |                                                 |
| Anm: Uppgifterna avser förhållandena den 31 december nämnda år enligt områdesindelningen den 1 januari 2022. |                                                 |                                                 |                                                 |                                                 |

### Språk
Befolkningen efter språk (modersmål) den 31 december 2022. Finska, svenska och samiska räknas som inhemska språk då de har officiell status i landet. Resten av språken räknas som främmande. För språk med färre än 10 talare är siffran dold av Statistikcentralen på grund av sekretesskäl.
| Språk                        | Talare 2022-12-31 | Talare 2022-12-31 |
| Språk                        | Antal             | Andel (%)         |
| ---------------------------- | ----------------- | ----------------- |
| Hela befolkningen            | 5 352             | 100,0             |
| Inhemska språk totalt        | 5 221             | 97,6              |
| Finska                       | 5 200             | 97,2              |
| Svenska                      | 21                | 0,4               |
| Främmande språk totalt       | 131               | 2,4               |
| Ukrainska                    | 24                | 0,4               |
| Estniska                     | 24                | 0,4               |
| Ryska                        | 17                | 0,3               |
| Thailändska                  | 15                | 0,3               |
| Vietnamesiska                | 14                | 0,3               |
| Språk med färre än 10 talare | 37                | 0,7               |

|  | Finska (97,2 %) |

|  | Svenska (0,4 %) |

|  | Främmande språk (2,4 %) |

|  | Finska (97,2 %) |

|  | Svenska (0,4 %) |

|  | Främmande språk (2,4 %) |